# Michael Alexander Lips
Michael Alexander Lips oder Alexander Lips (* 29. September 1779 in Frauenaurach; † 16. April 1838 in Marloffstein) war ein deutscher Staatswissenschaftler und Hochschullehrer.

## Leben
Lips war Sohn eines bayreuthischen Beamten. Er besuchte die Fürstenschule in Neustadt an der Aisch und bestand 1797 das Abitur am Gymnasium Carolinum mit Auszeichnung. Im Anschluss immatrikulierte er sich an der Universität Erlangen, an der er Theologie, Philosophie und Philologie studierte. 1800 wechselte er an die Universität Göttingen, an der er Geschichte studierte. Er kehrte nach Erlangen zurück und wurde dort am 26. Oktober 1801 zum Dr. phil. promoviert. Er habilitierte sich und wurde am 27. August 1803 Adjunkt der Philosophischen Fakultät in Erlangen.
Lips gründete eine Ackerbauschule in Marloffstein und wurde deren Leiter. Allerdings blieb die erhoffte staatliche Hilfe aus, sodass er die Schule nach einem Jahr wieder schloss. Stattdessen widmete er sich verstärkt der Lehrtätigkeit in Erlangen und wurde 1809 außerordentlicher Professor der Philosophie an der Universität. Seine Lehrtätigkeit unterbrach er regelmäßig für die Arbeit auf dem Gut, für Studienreisen oder für praktische Tätigkeiten in München.
Lips wurde am 25. Juli mit Wirkung zum 1. Oktober 1821 als ordentlicher Professor der Staats- und Nationalwirtschaftslehre in allen ihren Teilen wie auch der Geschichte an die Universität Marburg berufen. Am 10. Januar 1822 wurde er außerdem Mitglied des Staatswirtschaftlichen Instituts in Marburg, dem er 1827 vorstand. Am 1. Juni 1833 erfolgte seine Entlassung aus politischen Gründen. Er zog sich anschließend auf sein Gut zurück.
Lips hielt Vorlesungen über Enzyklopädie und Methodologie der Staatswissenschaften, Nationalökonomie, Staatsnationalerziehungskunde, Polizei-, Handels-, Finanz- und Forstwissenschaft und Landwirtschaftslehre, über Statistik der europäischen Staaten und über die Geschichte und Statistik von Amerika.

## Werke (Auswahl)
- Über die allein wahre und einzige Steuer, die Einkommen-Taxe, und ihre Ausführbarkeit, Breuning, Erlangen 1812.
- Die Staatswissenschaftslehre oder Enzyklopädie und Methodologie der Staatswissenschaft, Heyder, Erlangen 1813.
- Der allgemeine Friede oder wie heißt die Basis, über welche allein ein dauernder Weltfriede gegründet werden kann?, Heyder, Erlangen 1814.
- Die deutsche Bundesstadt, Germanien 1815.
- Ueber die künftige Stellung der Juden in den deutschen Bundesstaaten: ein Versuch, diesen wichtigen Gegenstand endlich auf die einfachen Prinzipien des Rechts und der Politik zurückzuführen, Finsterlin, Erlangen 1819.
- Die deutsche Bundes-Münze oder über Einheit der Münze, des Maaßes und Gewichtes in Deutschland, Krieger, Marburg 1822.
- Der Krieg in Osten, aus dem Gesichtspunct des Rechts, der Civilisation und der Politik betrachtet: ein Versuch die verschiedenen Interessen der Kabinette Europas hierbei zu vereinigen, Riegel und Wießner, Nürnberg 1828.
- Die Nürnberg-Fürther Eisenbahn in ihren nächsten Wirkungen und Resultaten, Riegel, Nürnberg 1836.
- Deutschlands Welthandels Wiedergeburt oder die deutschen Eisenbahnen und der Main-Donau-Kanal, Riegel, Nürnberg 1836.
- Der deutsche Zoll-Verein und das deutsche Maas- Gewicht- und Münz-Chaos in ihrer Abstoßung und Versöhnung betrachtet, Zeh, Nürnberg 1837.